# Gerd Ribatis
Gerd Ribatis (* 22. Dezember 1919 in Tilsit; † 7. April 2001 in Hamburg) war ein deutscher Schauspieler, Sprecher und Rundfunkjournalist.

## Leben

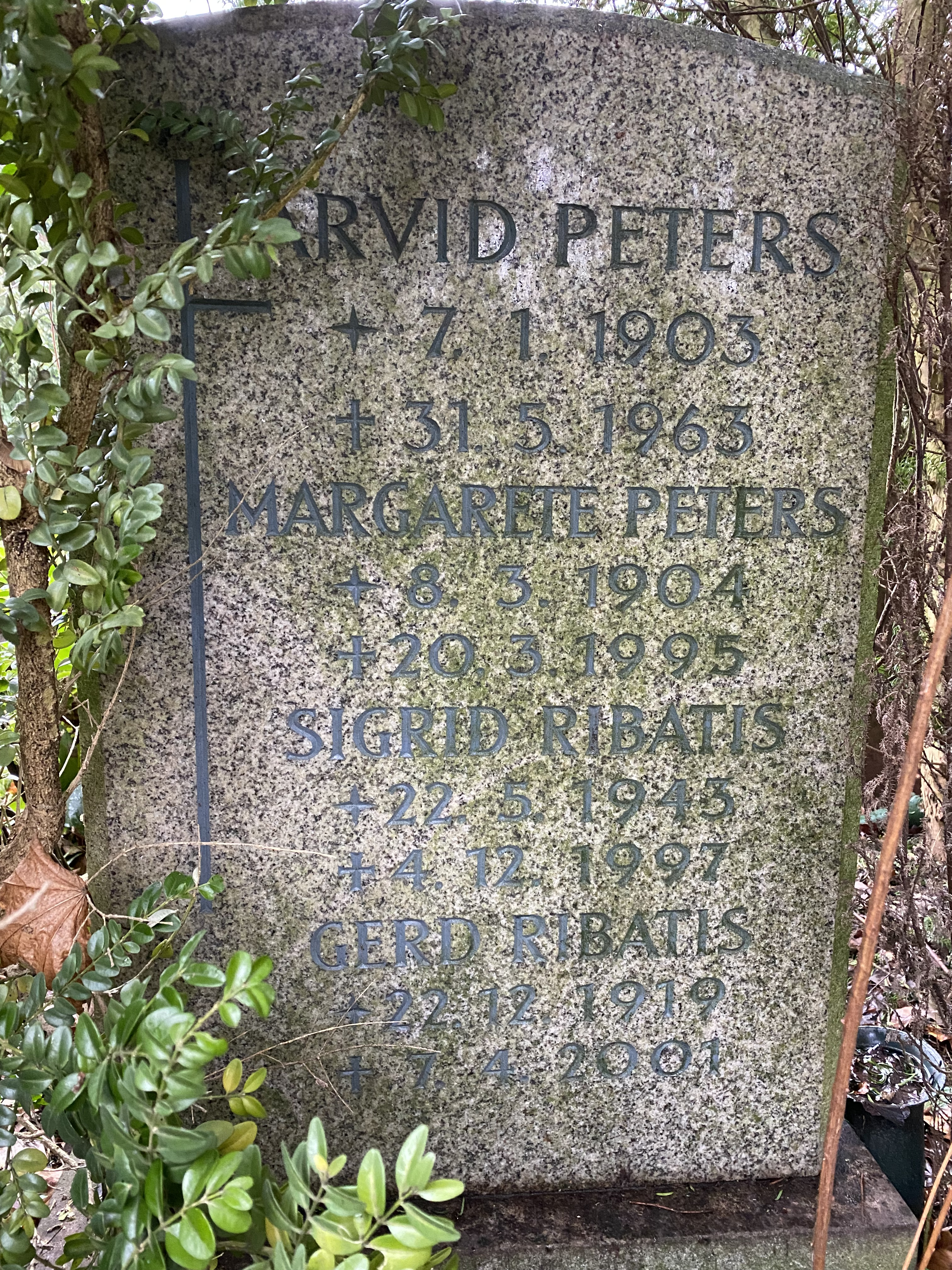
Grabstätte auf dem Friedhof Ohlsdorf

Gerd Ribatis besuchte das Tilsiter Realgymnasium. 1946 wurde er fester Mitarbeiter des Nordwestdeutschen Rundfunks, 1959 Sprecher von Beiträgen in der Tagesschau. 1963 erlangte er besondere Bekanntheit, als er kurzfristig als Hauptsprecher für den tödlich verunglückten Diether von Sallwitz einsprang. Mit Gerd Skolmar, dem Leiter des größten deutschsprachigen Rundfunkprogramms der Vereinigten Staaten, organisierte Ribatis in den 1960er Jahren Tonbandgrüße deutscher Bürger an Verwandte und Freunde in den Vereinigten Staaten. Daneben produzierte er die Sendung Das Porträt, die einen Eindruck vom Leben in der Bundesrepublik vermitteln sollte. Neben seiner Tätigkeit als Radiomoderator trat Ribatis außerdem als Sprecher in Hörspielen in Erscheinung (unter anderem in der SWR-Produktion von Arthur Schnitzlers Fräulein Else) und produzierte Tondokumentationen, die u. a. auf Schallplatte erschienen. 1949 führte Ribatis eine kurze Ehe mit der Schauspielerin Hilde Weissner, mit der er einen Sohn hatte.
Seine letzte Ruhestätte fand Gerd Ribatis auf dem Hamburger Friedhof Ohlsdorf. Dort wurde er im Planquadrat E 15 südöstlich von Kapelle 4 beigesetzt. Die Grabstätte ist heute verwaist und fast komplett zugewachsen.

## Hörspiele
- 1946: Friedrich Hebbel: Judith – Regie: Karl Peter Biltz – SWF
- 1946: Karl Peter Biltz: Dem Mimen flicht die Nachwelt keine Kränze – Regie: Karl Peter Biltz – SWF
- 1946: Curt Goetz: Ingeborg – Regie: Karl Peter Biltz – SWF
- 1946: Arthur Schnitzler: Fräulein Else – Regie: Karl Peter Biltz – SWF
- 1947: Helmut Gaidoschik: Zapzerap – Regie: Günther Schnabel – NWDR
- 1947: Axel Eggebrecht: Wenn wir wollen – Regie: Ludwig Cremer – NWDR
- 1947: Axel Eggebrecht: Die Ameisen – Regie: Ludwig Cremer – NWDR